# Šarūnas Jasikevičius
Šarūnas Jasikevičius (Kaunas, 5. ožujka 1976.) je litavski košarkaški trener i bivši profesionalni košarkaš. Igra na poziciji razigravača, a trenutačno je član grčkog Panathinaikosa. Uvršten je među 50 osoba koje su najviše pridonijele Euroligi. 

## Karijera
Karijeru je započeo u SAD-u na sveučilištu Maryland. Kako je zaobiđen na NBA draftu 1998., odlučio se je na povratak u svoju domovinu, gdje je potpisao za Lietuvos Rytas. Kasnije je prešao u redove ljubljanske Union Olimpije. Od 2000. do 2003. igrao u španjolskoj Barceloni. S njome je u sezoni 2002./2003. osvojio Euroligu. Iste godine je s litvanskom reprezentacijom na Europskom prvenstvo u Švedskoj osvojio zlatnu medalju, a on je proglašen najkorsnijim igračem turnira. U jesen 2003. odlazi u izraelski Maccabi Tel Aviv, s kojim je osvojio dva puta zaredom osvojio naslov europskog prvaka. U svojoj posljednjoj europskoj sezoni u Maccabiju ujedno je proglašen i za MVP-a Eurolige. 2005. potpisao je 12 milijuna $ vrijedan ugovor s Indiana Pacersima. Ondje je ostao do siječnja 2007. kada je u velikoj razmjeni igrača poslan u Golden State Warriorse. U svojoj prvoj NBA sezoni u dresu Pacersa imao učinak od 7.3 poena uz 3.0 asistencije za 20.8 minuta po susretu, dok je sljedeće sezone u dresu Pacersa i Warriorsa igrao prosječno 15.4 minute s učinkom od 6.1 poena uz 2.7 asistencija po susretu. U rujnu 2008. raskinuo je ugovor s Warriorsima, a nekoliko dana kasnije potpisao je dvogodišnji ugovor vrijedan 7 milijuna $ s grčkim Panathinaikosom. Već u prvoj sezoni u Panathinaikosu osvojio je Euroligu 2008./09., pobijedivši u finalu rusku CSKA Moskvu. Iako je bilo glasina da će se nakon isteka druge sezone vratiti u rodnu Litvu, to se neće dogoditi. iako je bilo objavljeno da je potpisao novi dvogodišnji ugovor s europskim prvacima, neizvjesnost oko novog ugovora potrajala je tijekom cijelog ljeta. Problem je bio što Jasikevičius nije želio prihvatiti ugovor na jednu sezonu, već je želio pune dvije godine. Na koncu Litavac je prihvatio kompromisno rješenje, dobio je ugovor za iduću sezonu, a PAO će tada imati opciju da ga zadrže dodatnu godinu.

## Vanjske poveznice
- Profil  Arhivirana inačica izvorne stranice od 7. rujna 2009. (Wayback Machine) na Euroleague.net
- Profil  Arhivirana inačica izvorne stranice od 7. rujna 2009. (Wayback Machine) na službenoj Panathinaikosa
- Službena navijačka stranica  Arhivirana inačica izvorne stranice od 29. ožujka 2009. (Wayback Machine)
- Profil  Arhivirana inačica izvorne stranice od 12. ožujka 2021. (Wayback Machine) na Basketpedya